# 百變雙子星
《百變雙子星》（韓語：쁘띠쁘띠 뮤즈），是南韓KBS電視台於2008年製作的電視動畫。香港亞洲電視亦於2010年6月29日起播出，已播畢。台灣MOMO親子台於2012年10月5日起全台首播，第一集播出時間為週五晚上19:00至晚上19:30；到第二集播出時間調整為每週一至每週五晚上19:30至晚上20:00、重播時間為晚上22:00。

## 故事大綱
一對孿生姐妹宋曉莉與宋曉蘭，她們倆在追求流行時尚的路上朝著不同的方向各自努力；直到有一天，曉莉和曉蘭在狐仙姚瑯的住所發現了神奇的魔法道具，可以讓她們隨心所欲變成不同的時裝形象。後來曉莉與曉蘭的鄰居安尚泰、金閔載等人也加入了她們的時裝同好社團，一起集思廣益設計出各式各樣的流行服飾。

## 人物介紹

### 主要角色
宋曉莉（配音：安英善（韓國）；魏惠娥（香港）；吳貴竹（台灣））
女主角之一，立志成為服裝設計師，心思細膩且有著認真的剛強性格。
宋曉蘭（配音：素妍（韓國）；莊巧怡（香港）；郭馨雅（台灣））
女主角之一，立志成為模特兒，活潑好動卻大而化之。
金閔載（配音：金章（韓國）；陳彥鈞（台灣））
看上去英俊挺拔的美少年，如同大家的兄長一般，但事實上跟曉莉他們一樣是小學生；但身為女人眼中萬人迷的他卻成為極端的困擾，尤其是來自曉莉和曉蘭不停的糾纏。
安尚泰（配音：全淑京（韓國）；吳小藝（香港）；宋昱璁（台灣））
個性非常輕浮的富二代，除了炫富外什麼都不會；暗戀宋曉莉而經常向其搭訕，但每每被打回票。
姚瑯（配音：裴諪美（韓國）；蔡雁紅（香港）；傅其慧（台灣））
曉莉和曉蘭身邊的精靈，她也是天界的服裝設計師，曾因為不小心破壞天界女王的衣物而被放逐人間三百年，期間須拼湊三百種花紋以完成天國之門方能返回天界；但因為曉莉、曉蘭的亂入而打壞了牠的夢想。
個性毒舌、愛挑剔，且審美觀超乎常人，但也被迫擔任曉莉等人的「師父」。

### 其他角色
世娜（配音：龍顯蕙（台灣））
起初表現得一副高傲的樣子，曾看扁曉莉與曉蘭，但在閔載的撮合下仍與曉莉她們和睦相處；而她身旁總會跟著兩個幫腔小妹。
???（配音：???（香港）；???（台灣））
세나와 항상 같이 다닌다.
???（配音：???（香港）；???（台灣））
역시 세나와 같이 다닌다.
母親（配音：龍顯蕙（台灣））
曉莉與曉蘭的媽媽，經常對她的女兒們感到苦惱。
韓有真（配音：傅其慧（台灣））
現職為兼差時尚模特兒，曾為曉蘭的幼稚園同學，一心想向曉蘭看齊，但她在事業上比曉蘭早有成就。
珍珠（配音：龍顯蕙（台灣））
一個對自己長相很沒自信的女孩，戴著眼鏡且滿臉雀斑；後來在曉莉她們的協助下打扮一番，因而重獲了對自己外表的信心。
???（配音：???（香港）；???（台灣））
등장할 때마다 직업이 바뀐다.
尚泰祖母（配音：龍顯蕙（台灣））
尚泰的奶奶，平時在孤島上的豪宅深居簡出，卻擁有高超的跑車和快艇的駕駛技術；十分疼愛她唯一的孫子尚泰。
尚泰母（配音：傅其慧（台灣））
尚泰的媽媽，跟曉莉的媽媽一樣對不喜歡讀書和家庭教師的兒子傷腦筋，跟曉莉的母親關係不錯。
韓宇宙（配音：陳彥鈞（台灣））
熱愛運動且活潑開朗的熱血少年，富正義感，而個性與曉蘭異常相似。
??（配音：???（香港）；???（台灣））
任曉蓮（配音：裴貞美（韓國）；傅其慧（台灣））
閔載小時候認識的一個女孩，並如大姊姊一般敬重，而她現在就讀於一所服裝設計專科學校。
趙校長（配音：柳江津（韓國）；宋昱璁（台灣））
曉連所就讀之學校校長，也是知名服裝設計師，人稱「Baby趙」。
允燦（配音：傅其慧（台灣））
閔載家鄰居的小男生，由於父母在外出差而缺乏關愛，而閔載和曉蘭則陪他一起去溜冰場遊玩，才讓他彌補了身邊無人陪伴的失落感。

## 每集標題
香巷版
第一集 變雙
第二集 薰衣草的香味
第三集 我想做模特兒
第四集 我們有緣嗎？
第五集 沒邀請的客人
第六集 我們慢慢的變成特別的一部分
第七集 愛情便當
第八集 向夢想踏出第一步
第九集 夏天的海邊（上）
第十集 夏天的海邊（下）
第十一集 你…來自那顆星
第十二集 暗瘡
第十三集 噓！秘密！
第十四集 不能說的秘密
第十五集 我的分身娜娜
第十六集 跳蚤市場
第十七集 認識的弟弟(妹妹)
第十八集 妒忌之後的團結
第十九集 心痛
第二十集 向前立正
第二十一集 兩個人做一個角色
第二十二集 犯規
第二十三集 真實
第二十四集 命運
第二十五集 風吹過的痕跡
第二十六集 聞到薰衣草會想起我
台灣版
第1集 Petit Petit Muse
第2集 薰衣草香
第3集 想成為模特兒
第4集 難道這就是緣分
第5集 沒被邀請的客人
第6集 對某人來說是特別的
第7集 愛的便當
第8集 邁向夢想的一步
第9集 那一年的夏日海灘（上）
第10集 那一年的夏日海灘（下）
第11集 你是從哪顆星來的
第12集 青春痘
第13集 秘密
第14集 無法啟齒的話
第15集 我的分身,曉蘭
第16集 跳蚤市場
第17集 認識的小朋友
第18集 轉化為忌妒
第19集 心痛
第20集 並肩前行
第21集 兩人飾一角
第22集 犯規
第23集 真實
第24集 命運
第25集 風吹過的地方
第26集 請用薰衣草香氣記得我

## 外部連結
- 電視動畫官方網站[永久]

## 播放電視台
| 香港 亞洲電視本港台 星期一至四 16:45－17:15 節目                | 香港 亞洲電視本港台 星期一至四 16:45－17:15 節目  | 香港 亞洲電視本港台 星期一至四 16:45－17:15 節目 |
| --------------------------------------------------------------- | ------------------------------------------------- | ------------------------------------------------ |
|                                                                 | 百變雙子星 （2010年6月29日－8月12日）             |                                                  |
| 精靈五寶貝                                                      | 爆笑王子逃亡記                                    |                                                  |
| 香港 亞洲電視本港台 星期六、日 16:30－17:00 節目 賽馬日暫停播映 |                                                   |                                                  |
| 極上生徒會 重播                                                 | 百變雙子星 重播 （2014年12月27日－2015年6月13日） | —                                                |

| 台灣 MOMO親子台 星期一至五19:30－20:00節目 （2012/10/5為19:00-20:00） | 台灣 MOMO親子台 星期一至五19:30－20:00節目 （2012/10/5為19:00-20:00） | 台灣 MOMO親子台 星期一至五19:30－20:00節目 （2012/10/5為19:00-20:00） |
| --------------------------------------------------------------------- | --------------------------------------------------------------------- | --------------------------------------------------------------------- |
|                                                                       | 雙胞胎姐妹花 （2012年10月5日－2012年11月8日）                         |                                                                       |
| 甜心格格                                                              | 玩偶遊戲 重播                                                         |                                                                       |